# Manonichthys paranox
Manonichthys paranox är en fiskart som först beskrevs av Lubbock och Goldman, 1976.  Manonichthys paranox ingår i släktet Manonichthys och familjen Pseudochromidae. Inga underarter finns listade i Catalogue of Life.